# Matalajärvi (Jukkasjärvi socken, Lappland)
Matalajärvi är en sjö i Kiruna kommun i Lappland och ingår i Torneälvens huvudavrinningsområde. Sjön har en area på 0,87 kvadratkilometer och ligger 356 meter över havet. Matalajärvi ligger i Torneträsk-Soppero fjällurskog Natura 2000-område.

## Delavrinningsområde
Matalajärvi ingår i det delavrinningsområde (758789-166961) som SMHI kallar för Utloppet av Matalajärvi. Medelhöjden är 492 meter över havet och ytan är 10,33 kvadratkilometer. Räknas de 14 avrinningsområdena uppströms in blir den ackumulerade arean 323,84 kvadratkilometer. Rakisätno som avvattnar avrinningsområdet har biflödesordning 2, vilket innebär att vattnet flödar genom totalt 2 vattendrag innan det når havet efter 461 kilometer. Avrinningsområdet består mestadels av skog (46 procent) och kalfjäll (36 procent). Avrinningsområdet har 0,86 kvadratkilometer vattenytor vilket ger det en sjöprocent på 8,3 procent.